# Nhà thờ chính tòa Pamplona

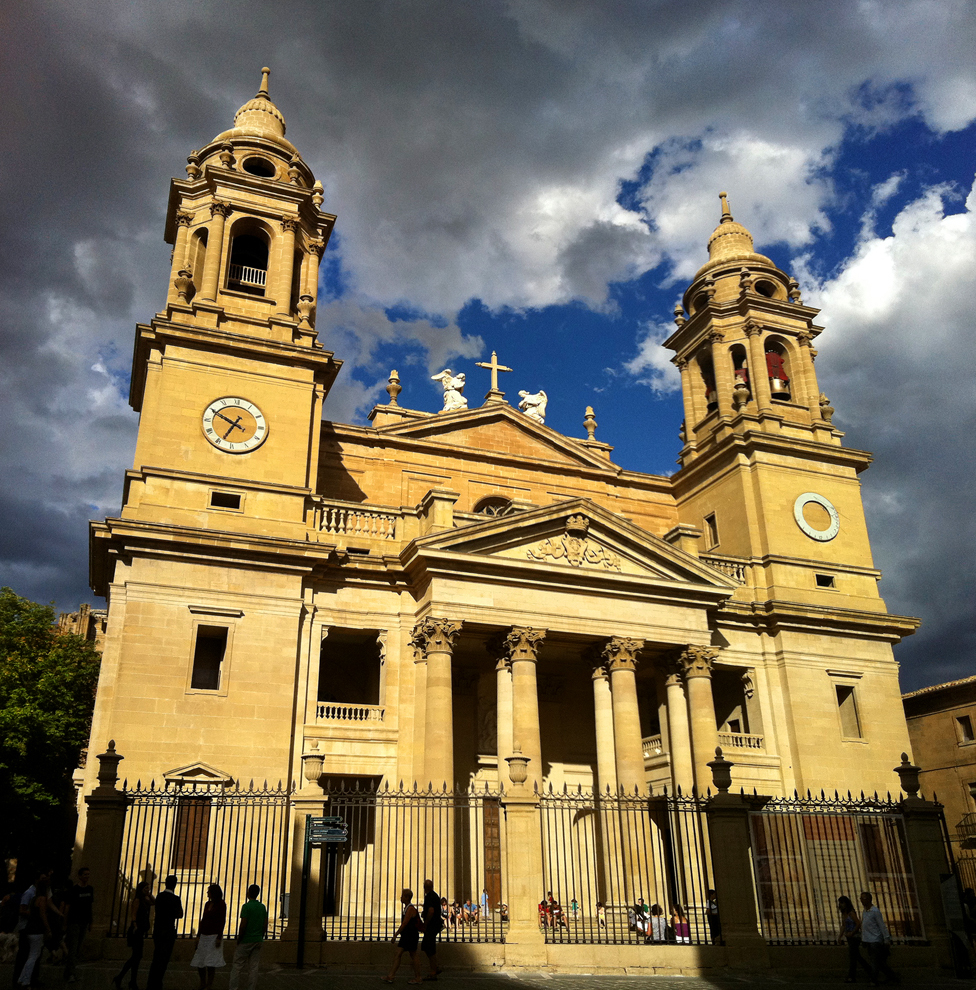
Nhà thờ chính tòa Pamplona

Nhà thờ chính tòa Thánh Hoàng gia Mary (Santa María la Real) là một nhà thờ chính tòa Giáo hội Công giáo Rôma của Tổng giáo phận Công giáo Roma Pamplona, Tây Ban Nha. Kiến trúc Gothic thế kỷ 15 đã thay thế kiến trúc Roman trước kia. Các khai quật khảo cổ cho thấy sự tồn tại của 2 nhà thờ trước kia. Mặt tiền Kiến trúc Tân cổ điển được thiết kế bởi Ventura Rodríguez năm 1783. Nhà thờ chứa một tu viện Gothic thế kỷ 13 hoặc 14.